# Giovanni Pagliarini
Giovanni Pagliarini (Ferrara, 1809 – Ferrara, 5 agosto 1878) è stato un pittore italiano.

## Biografia
Dopo i primi studi a Ferrara con Gregorio Boari e Giuseppe Saroli, fu notato da Leopoldo Cicognara che lo invitò ad iscriversi all'Accademia di belle arti di Venezia. Grazie a contributi finanziari erogati dalla municipalità ferrarese, Pagliarini poté dal 1829 al 1833 frequentare la celebre scuola sotto la guida di Odorico Politi. Dopo il matrimonio, nel 1833 si trasferì a Firenze, dove per un anno si perfezionò con Pietro Benvenuti. Nel 1836, dopo un breve soggiorno a Vienna, aprì un proprio studio a Trieste, eseguendo, secondo uno stile di naturalismo romantico, ritratti e dipinti di genere, oltre al soggetto storico Imelda e Bonifacio, ora conservato al Museo Revoltella di Trieste. Questi soggiorni furono sicuramente significativi, non solo per la sua formazione artistica, ma anche per lo sviluppo delle sue idee politiche. Fu forse proprio questo il motivo per cui nel 1841, con un pretesto burocratico, venne rigettata dal locale "Magistrato politico economico" una sua richiesta di apertura di una scuola privata di disegno.
Dal 1848 al 1859, Pagliarini si trasferì a Udine, dipingendo per la committenza ecclesiastica soggetti religiosi come La predica del Battista per la chiesa di S. Cristoforo, la Immacolata Concezione per il duomo di Capodistria, la Madonna del Carmine per la chiesa di San Rocco di Grado e il Martirio di san Giorgio per la basilica della Beata Vergine delle Grazie di Pirano, la Madonna col Bambino dormiente ora  al Museo dell'Ottocento di Ferrara e il San Pietro risana lo storpio. Nel contempo, tuttavia, per la clientela borghese e liberale, eseguiva ritratti e gruppi di famiglia: il tutto senza mai troncare i rapporti con la sua città natale, tanto è vero che nel 1854 partecipò a una collettiva tenuta a Palazzo dei Diamanti presentando alcuni suoi ritratti.
Nel 1859, esaurite le committenze ecclesiastiche in Friuli, si ristabilì definitivamente a Ferrara. Qui continuò a eseguire prevalentemente ritratti, oltre al proprio Autoritratto del 1862, e a insegnare, dal 1871, nella locale scuola d'arte dove ebbe allievo, tra gli altri, Gaetano Previati.